# Line Røddik Hansen
Pour les articles homonymes, voir Hansen.

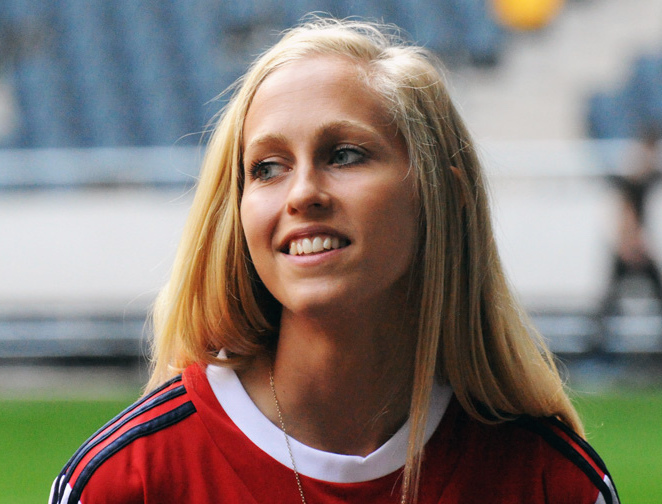
Line Roddik Hansen en mai 2013 avec l'équipe du Danemark

Line Røddik Hansen, née le 31 janvier 1988 à Copenhague, est une footballeuse internationale danoise évoluant au poste de défenseur latéral gauche au FC Barcelone.

## Carrière

### En club
Line Røddik Hansen remporte un championnat du Danemark avec le Brøndby IF, et trois championnats de Suède avec Tyresö puis Rosengard. Elle participe également à la demi-finale de l'Euro 2013 et à la finale de la Ligue des champions 2014. En 2010, elle est sacrée joueuse danoise de l'année.
Le 30 janvier 2016, elle signe un contrat d'un an et demi avec l'Olympique lyonnais. La latérale gauche joue huit matchs sous les couleurs lyonnaises (quatre matchs en D1 et quatre matchs en Coupe de France) avant de signer au FC Barcelone en juillet 2016. Malgré son court passage en France, elle remporte deux trophées ; elle est inéligible pour la Ligue des champions 2016 car elle a participé à la première partie du tournoi avec le FC Rosengård.

### En sélection
Elle joue son premier match international A contre la Suisse en match amical le 25 février 2006. Âgée de seulement 19 ans, elle est la plus jeune joueuse de l'effectif danois à la Coupe du monde 2007 organisée en Chine, mais elle ne participe à aucune rencontre. 
Elle dispute les trois matchs de poule lors de la Coupe d'Europe 2009 organisée en Finlande mais l'équipe du Danemark est éliminée dès le premier tour. Elle participe également à Coupe d'Europe 2013 où elle atteint la demi-finale. Elle joue son 100e match international le 17 septembre 2015 contre la Roumanie en amical. 

## Statistiques
| Club                    | Match | But |
| ----------------------- | ----- | --- |
| Skovlunde IF            | -     | -   |
| Brøndby IF              | 58    | 5   |
| Tyresö FF               | 85    | 8   |
| FC Rosengård            | 17    | 0   |
| Olympique lyonnais      | 8     | 0   |
| FC Barcelone (en cours) | 0     | 0   |
| Total en club           | 168   | 13  |
| Équipe du Danemark      | 113   | 13  |
| Total en carrière       | 281   | 26  |

## Palmarès

### En sélection
Équipe du Danemark :
- Finaliste de l'Algarve Cup en 2007 et 2008

### En club
Brøndby IF :
- Vainqueur du Championnat du Danemark (Elitedivisionen) en 2007 et 2008 (2)
- Vainqueur de la Coupe du Danemark en 2007 (1)

 Tyresö FF :
- Vainqueur du Championnat de Suède (Damallsvenskan) en 2012 (1)
- Finaliste de la Coupe de Suède en 2011 et 2012
- Finaliste de la Ligue des champions en 2014

 FC Rosengård :
- Vainqueur du Championnat de Suède (Damallsvenskan) en 2014 et 2015 (2)
- Finaliste de la Coupe de Suède en 2015

 Olympique lyonnais :
- Vainqueur du Championnat de France (D1) en 2016 (1)
- Vainqueur de la Coupe de France en 2016 (1)

### Distinctions personnelles
- Élue meilleure joueuse du Danemark en 2010[5]
- Nommée dans l'équipe type du Championnat de Suède en 2013